# Lijst van Duitse ministers van Marine
Dit is een lijst van Duitse ministers van Marine.

## Hoofden van deKeizerlijke Admiraliteit
- 1872-1883: Albrecht von Stosch
- 1883-1888: Leo von Caprivi

## Secretarissen-generaal van Marine
- 1888-1890: Karl Eduard Heusner
- 1890-1897: Fritz von Hollmann
- 1897-1916: Alfred von Tirpitz
- 1916-1918: Eduard von Capelle
- 1918: Paul Behnke

## Ministers van Marine
- 1859-1860: Jan Schröder (1800-1885)
- 1918-1919: Ernst Karl August Klemens von Mann